# Betty Blythe
Betty Blythe (nascida Elizabeth Blythe Slaughter (Los Angeles, 1 de setembro de 1893 – Los Angeles, 7 de abril de 1972) foi uma atriz americana mais conhecida por seus papéis dramáticos em filmes mudos exóticos como The Queen of Sheba (1921). Ela apareceu em 63 filmes mudos e 56 sonoros ao longo de sua carreira.

## Biografia
Ela nasceu Elizabeth Blythe Slaughter em Los Angeles, onde frequentou a Westlake School for Girls e a University of Southern California. Betty já havia encurtado seu nome para Betty Blythe quando ela e três outras mulheres posaram para uma sessão de fotos da mais nova moda feminina de natação, um maiô. Antes disso, esperava-se que as mulheres usassem meias com vestidos cheios ou saias na água.

## Carreira
Blythe começou seu trabalho de palco em peças teatrais como So Long Letty e The Peacock Princess. Ela trabalhou em vaudeville como a "California Nightingale" cantando canções como "Love Tales from Hoffman".
Em 1915, ela teve um papel não faturado em Bella Donna para Famous Players Film Company . Após seu primeiro papel na Vitagraph Studios no veículo de 1917, ela recebeu um papel de liderança no filme de 1918 do estúdio, A Game With Fate.

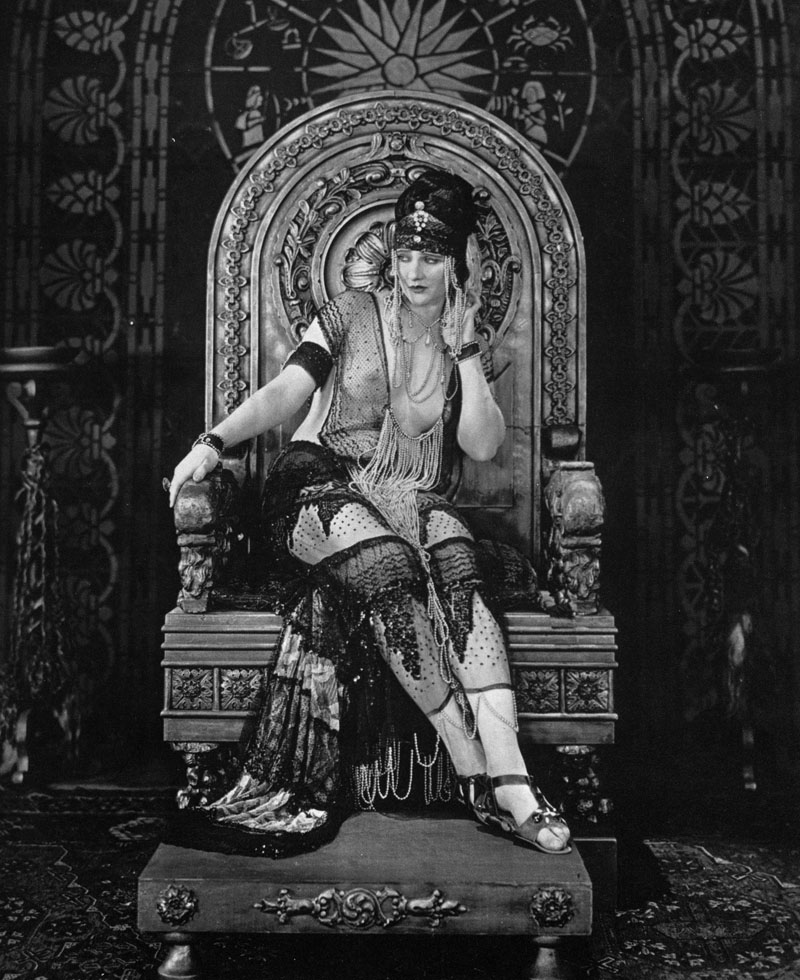
Betty Blythe em Queen of Sheba

Tão famosa por seus trajes reveladores quanto por suas habilidades dramáticas, ela se tornou uma estrela em filmes exóticos como A Rainha de Sabá (1921) (no qual ela não usava nada acima da cintura, exceto um colar de contas), Chu-Chin -Chow (feito em 1923; lançado pela MGM nos EUA em 1925) e She (1925). Ela também foi vista com boa vantagem em filmes menos reveladores como Nomads of the North (1920) com Lon Chaney e In Hollywood com Potash and Perlmutter (1924), produzido por Samuel Goldwyn . Senhora Misteriosa. Ela continuou a trabalhar como atriz de personagem. Um de seus últimos papéis foi um pequeno papel não creditado em uma cena de multidão em My Fair Lady, de 1964.

## Vida pessoal
Blythe foi casada com o diretor de cinema Paul Scardon de 1919 até sua morte em 1954. Ela teria ganhado US$ 3,5 milhões quando vendeu um trecho de terra que agora faz parte da Sunset Strip.  Blythe perdeu sua fortuna no crash da bolsa de 1929.  Ela morreu de ataque cardíaco em Woodland Hills, Califórnia, em 1972, aos 78 anos. Ela está enterrada no Forest Lawn Memorial Park em Glendale, Califórnia.

## Prêmios e memoriais
Por suas contribuições para a indústria cinematográfica, Betty Blythe tem uma estrela de cinema na Calçada da Fama de Hollywood localizada em 1708 Vine Street.

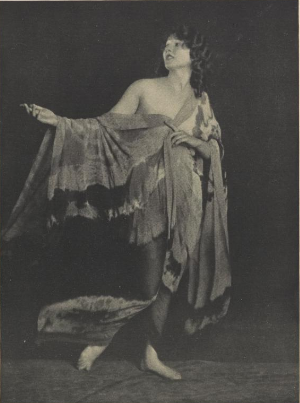
Betty em 1921

Seu nome batiza o Betty Blythe Vintage Tea Room em West Kensington, Londres, Inglaterra.

## Filmografia
| Filmes    | Filmes                                  | Filmes                               | Filmes                                      |
| Ano       | Nome                                    | Papel                                | Estúdio/Observações                         |
| --------- | --------------------------------------- | ------------------------------------ | ------------------------------------------- |
| 1915      | Bella Donna                             | Dançarina (Sem Créditos)             | Famous Players Film Company                 |
| 1917      | His Own People                          | Lady Mary Thorne                     | Vitagraph Studios                           |
| 1918      | A Game With Fate                        | Elaine Huntington                    | Vitagraph                                   |
| 1918      | A Mother's Sin                          | Lady Fitzpatrick                     | Vitagraph                                   |
| 1918      | Over the Top                            | Madame Arnot                         | Vitagraph                                   |
| 1918      | The Little Runaway                      | Eileen Murtagh                       | Vitagraph                                   |
| 1918      | The Green God                           | Muriel Temple                        | Vitagraph                                   |
| 1918      | The King of Diamonds                    | Lucille Bennett                      | Vitagraph                                   |
| 1918      | Tangled Lives                           | Hilda Howland                        | Vitagraph                                   |
| 1918      | The Business of Life                    | Elena Clydesdale                     | Vitagraph                                   |
| 1918      | All Man                                 | Belle Foliot                         | Vitagraph                                   |
| 1918      | Hoarded Assets                          | Claire Dawson                        | Vitagraph                                   |
| 1918      | Miss Ambition                           | Edith Webster                        | Vitagraph                                   |
| 1919      | The Undercurrent                        | Mariska                              | Select Pictures                             |
| 1919      | Silent Strength                         | Ruth Madison                         | Vitagraph                                   |
| 1919      | Beauty-Proof                            | Carol Thorpe                         | Vitagraph                                   |
| 1919      | Beating the Odds                        | Hebe Norse                           | Vitagraph                                   |
| 1919      | Fighting Destiny                        | Caryl Rundlege                       | Vitagraph                                   |
| 1919      | The Man Who Won                         | Barbara Le Moyne                     | Vitagraph                                   |
| 1919      | Dust of Desire                          | Corrinne Torrence                    | Vitagraph                                   |
| 1920      | Occasionally Yours                      | Bunny Winston                        | L. J. Gasnier Productions                   |
| 1920      | The Third Generation                    | Helen Van Dusen                      | Brentwood Film Corporation                  |
| 1920      | The Silver Horde                        | Mildred Wayland                      | Eminent Authors Pictures, Inc.              |
| 1920      | Burnt Wings                             | Helen                                | Universal Films                             |
| 1920      | Nomads of the North                     | Nanette Roland                       | James Oliver Curwood Productions Inc.       |
| 1921      | The Truant Husband                      | Vera Delauney                        | Rockett Film Corp.                          |
| 1921      | Just Outside the Door                   | Gloria Wheaton                       | Weber Productions                           |
| 1921      | The Queen of Sheba                      | The Queen of Sheba                   | Fox Film                                    |
| 1921      | Mother o' Mine                          | Fan Baxter                           | Thomas H. Ince Productions                  |
| 1921      | Charge It                               | Millie Garreth                       | Equity Pictures                             |
| 1922      | The Darling of the Rich                 | Cast member                          | B.B. Productions                            |
| 1922      | His Wife's Husband                      | Olympia Brewster                     | Pyramid Pictures                            |
| 1922      | How Women Love                          | Rosa Roma                            | B.B. Productions                            |
| 1922      | Fair Lady                               | Countess Margherita                  | Bennett Pictures Corp.                      |
| 1923      | Chu-Chin-Chow                           | Zahrat                               | MGM                                         |
| 1923      | The Truth About Wives                   | Helen Frazer                         | B. B. Productions                           |
| 1923      | Sinner or Saint                         | Mademoiselle Iris                    | B. B. Productions                           |
| 1923      | The Darling of the Rich                 | Charmion Winship                     | B. B. Productions                           |
| 1924      | Southern Love                           | Dolores                              | Graham-Wilcox Productions                   |
| 1924      | The Breath of Scandal                   | Sybil Russell                        | B. P. Schulberg Productions                 |
| 1924      | The Spitfire                            | Jean Bronson                         | Murray W. Garsson Productions               |
| 1924      | The Recoil                              | Norma Selbee                         | Goldwyn Pictures                            |
| 1924      | The Folly of Vanity                     | Mrs. Ridgeway                        | Fox Film                                    |
| 1924      | In Hollywood with Potash and Perlmutter | Rita Sismondi                        | Goldwyn                                     |
| 1925      | Speed                                   | Mary Whipple                         | Banner Productions                          |
| 1925      | She                                     | Ayesha                               | Reciprocity Films                           |
| 1925      | Percy                                   | Lolita                               | Thomas H. Ince Productions                  |
| 1926      | Mother's Boy                            | Cast member                          |                                             |
| 1926      | Le Puits de Jacob                       | Cast member                          |                                             |
| 1927      | Snowbound                               | Julia Barry                          | Tiffany-Stahl Productions                   |
| 1927      | Eager Lips                              | Paula                                | Chadwick Pictures                           |
| 1927      | The Girl from Gay Paree                 | Mademoiselle Fanchon                 | Tiffany-Stahl Productions                   |
| 1927      | A Million Bid                           | Mrs. Gordon                          | Warner Bros.                                |
| 1928      | Domestic Troubles                       | Cast member                          |                                             |
| 1928      | Sisters of Eve                          | Mrs. Wenham Gardner                  | Trem Carr                                   |
| 1928      | Glorious Betsy                          | Princess Fredericka                  | Warner Bros.                                |
| 1928      | Into No Man's Land                      | The Countess                         | Excellent Pictures Corp.                    |
| 1928      | The Mysterious Lady                     |                                      | MGM                                         |
| 1931      | Stars of Yesterday                      | Archive footage                      | Vitaphone                                   |
| 1932      | Tom Brown of Culver                     | Dolores Delight                      | Universal                                   |
| 1932      | Lena Rivers                             | Mrs. Mathilda Nichols                | Tiffany Productions                         |
| 1932      | Back Street                             | (unknown)                            | Universal                                   |
| 1933      | Pilgrimage                              | Janet Prescot                        | Fox Film                                    |
| 1933      | Only Yesterday                          | Mrs. Vincent                         | Universal                                   |
| 1934      | Two Heads on a Pilow                    | Mrs. Walker                          | Liberty Pictures                            |
| 1934      | The Scarlet Letter                      | Innkeeper                            | Larry Darmour Productions                   |
| 1934      | A Girl of the Limberlost                | Mrs. Parker, "The Bird Woman"        | Monogram Pictures                           |
| 1934      | Money Means Nothing                     | Mrs. Ferris                          | Monogram Pictures                           |
| 1934      | Night Alarm                             | Elizabeth Van Dusen                  | Larry Darmour Productions                   |
| 1934      | Badge of Honor                          | Mrs. Van Alstyne                     | Mayfair Pictures                            |
| 1934      | Ever Since Eve                          | Mrs. Vandegrift                      | Fox Film                                    |
| 1934      | I've Been Around                        | (unknown)                            | Universal Pictures                          |
| 1935      | Anna Karenina                           | (unknown)                            | MGM                                         |
| 1935      | The Spanish Cape Mystery                | Mrs. Godfrey                         | Liberty Pictures                            |
| 1935      | Cheers of the Crowd                     | Lil Langdon Walton                   | Monogram Pictures                           |
| 1935      | The Fighting Lady                       | Mrs. Hanford                         | Fanchon Royer Pictures                      |
| 1935      | The Perfect Clue                        | Ursula Chesebrough                   | Larry Darmour Productions                   |
| 1935      | Western Courage                         | Mrs. Hanley                          | Columbia Pictures Larry Darmour Productions |
| 1936      | It's Up to You                          | Martha                               | Raphael G. Wolff, Inc.                      |
| 1936      | Murder at Glen Athol                    | Ann Randel                           | Invincible Pictures                         |
| 1936      | Rainbow on the River                    | Flower buyer                         | Principal Productions, Inc.                 |
| 1936      | Yours for the Asking                    | Society woman                        | Paramount                                   |
| 1936      | The Gorgeous Hussy                      | Mrs. Wainwright                      | MGM                                         |
| 1937      | Conquest                                | Princess Mirska (uncredited)         | MGM                                         |
| 1937      | Espionage                               | Passenger                            | MGM                                         |
| 1937      | Topper                                  | Mrs. Goodrich (uncredited)           |                                             |
| 1938      | Hold That Kiss                          | (unknown)                            | MGM                                         |
| 1938      | Gangster's Boy                          | Mrs. Davis                           | Monogram Pictures                           |
| 1938      | Romance of the Limberlost               | Mrs. Parker                          | Monogram Pictures                           |
| 1938      | Delinquent Parents                      | Mrs. Wharton                         | Progressive Pictures                        |
| 1938      | Man-Proof                               | Country club woman                   | MGM                                         |
| 1938      | Little Tough Guys in Society            | (unknown)                            | Universal Studios                           |
| 1939      | The Women                               | Mrs. South (uncredited)              | MGM                                         |
| 1940      | Earl of Puddlestone                     | Millicent Potter-Potter              | Republic Pictures                           |
| 1940      | Misbehaving Husbands                    | Effie Butler                         | Producers Releasing Corporation             |
| 1941      | Our Wife                                | (unknown)                            | Columbia Pictures                           |
| 1941      | Tuxedo Junction                         | Miss Hornblower                      | Republic Pictures                           |
| 1941      | Honky Tonk                              | Mrs. Wilson                          | MGM                                         |
| 1941      | Federal Fugitives                       | Marcia                               | Producers Releasing Corporation             |
| 1941      | Top Sergeant Mulligan                   | Mrs. Lewis                           | Monogram Productions                        |
| 1941      | The Miracle Kid                         | Madam Gloria                         | John T. Coyle Productions                   |
| 1942      | Two Yanks in Trinidad                   | (unkniown)                           | Columbia Pictures                           |
| 1942      | Dawn on the Great Divide                | Mrs. Elmira Corkle                   | Monogram Productions                        |
| 1942      | Freckles Comes Home                     | Mrs. Potter                          | Monogram Productions                        |
| 1942      | House of Errors                         | Mrs. Martha Randall                  | Producers Releasing Corporation             |
| 1942      | Yokel Boy                               | Reporter                             | Republic Pictures                           |
| 1943      | Presenting Lily Mars                    | Dowager                              | MGM                                         |
| 1943      | Mr. Muggs Steps Out                     | Margaret Morgan                      | Monogram Pictures                           |
| 1943      | Sarong Girl                             | Miss Ellsworth                       | Monogram Productions                        |
| 1943      | Bar 20                                  | Mrs. Stevens                         | Harry Sherman Productions                   |
| 1943      | Spotlight Scandals                      | Mrs. Baker                           | Banner Productions                          |
| 1943      | Girls in Chains                         | Mrs. Grey                            | Atlantis Picture Corporation                |
| 1944      | The Chinese Cat                         | Mrs. Manning                         | Monogram Pictures                           |
| 1944      | Where Are Your Children?                | Mrs. Cheston                         | Monogram Pictures                           |
| 1945      | Her Highness and the Bellboy            | Diplomat's Wife (uncredited)         | MGM                                         |
| 1945      | Abbott and Costello in Hollywood        | Mrs. Murdock                         | MGM                                         |
| 1945      | Docks of New York                       | Mrs. Darcy                           | Monogram Pictures                           |
| 1945      | Love, Honor and Goodbye                 | wife                                 | Republic Pictures                           |
| 1945      | They Were Expendable                    | Officer's Wife (uncredited)          | MGM                                         |
| 1945      | Adventure                               | Mrs. Buckley (uncredited)            | MGM                                         |
| 1946      | Undercurrent                            | Saleslady (uncredited)               | MGM                                         |
| 1946      | The Undercover Woman                    | Cissy Van Horn                       | Republic Pictures                           |
| 1946      | A Fig Leaf for Eve                      | Lavinia Sardham                      | Carey Westen Corp                           |
| 1946      | Joe Palooka, Champ                      | Mrs. Stafford                        | Monogram Pictures                           |
| 1946      | The Hoodlum Saint                       | (unknown)                            | MGM                                         |
| 1946      | The Kid from Brooklyn                   | Mrs. LeMoyne's friend (uncredited)   | Samuel Goldwyn Productions                  |
| 1946      | The Postman Always Rings Twice          | Customer (uncredited)                | MGM                                         |
| 1947      | Jiggs and Maggie in Society             | Mrs. Vacuum                          | Monogram Productions                        |
| 1947      | Song of Love                            | Lady with Opera Glasses (uncredited) | MGM                                         |
| 1947      | The Secret Life of Walter Mitty         | Floor Manager (uncredited)           | Samuel Goldwyn Productions                  |
| 1948      | Cass Timberlane                         | Nurse (uncredited)                   | MGM                                         |
| 1948      | Letter from an Unknown Woman            | Frau Kohner (uncredited)             | Republic Pictures                           |
| 1948      | Madonna of the Desert                   | Mrs. Brown                           | Republic Pictures                           |
| 1948      | Luxury Liner                            | Miss Fenmoor                         | MGM                                         |
| 1949      | The Barkleys of Broadway                | Guest in lobby                       | MGM                                         |
| 1949      | Jiggs and Maggie in Jackpot Jitters     | Mrs. Van Belden                      | Monogram Productions                        |
| 1950      | Jiggs and Maggie Out West               | Society Woman (uncredited)           | Monogram Productions                        |
| 1951      | Hollywood Story                         | Self                                 | Universal Pictures                          |
| 1955      | The Lonesome Trail                      | Mrs. Wells                           | L & B Productions                           |
| 1956      | Lust for Life                           | Dowager (uncredited)                 | MGM                                         |
| 1957      | The Helen Morgan Story                  | Party Guest (uncredited)             | Warner Bros.                                |
| 1964      | My Fair Lady                            | Lady at Ball (uncredited)            | Warner Bros.                                |
| Televisão |                                         |                                      |                                             |
| Ano       | Nome                                    | Papel                                | Aparições                                   |
| 1952      | Racket Squad                            | Mrs. Burton                          | 1 episode, CBS                              |
| 1958      | The Lineup                              | Mrs. DeSues                          | 1 episode, CBS                              |